# Acremonium stromaticum
Acremonium stromaticum är en svampart som beskrevs av W. Gams & R.H. Stover 1975. Acremonium stromaticum ingår i släktet Acremonium, ordningen köttkärnsvampar, klassen Sordariomycetes, divisionen sporsäcksvampar och riket svampar.   Inga underarter finns listade i Catalogue of Life.